# Ogmodera multialboguttata
Ogmodera multialboguttata là một loài bọ cánh cứng trong họ Cerambycidae.